# Vocabulário da Língua Portuguesa
Este artigo é sobre o Vocabulário da Língua Portuguesa de Rebelo Gonçalves, de 1966. Para os Vocabulários oficiais elaborados, no Brasil, pela Academia Brasileira de Letras, e em Portugal pela Academia das Ciências de Lisboa, ver: Vocabulário Ortográfico da Língua Portuguesa

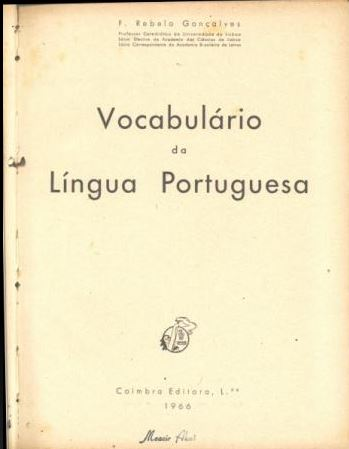
Folha de rosto do Vocabulário da Língua Portuguesa. Coimbra, 1966.

O Vocabulário da Língua Portuguesa é uma obra prescritiva da ortografia da língua portuguesa elaborada pelo lexicógrafo e filólogo Francisco Rebelo Gonçalves e lançada em 1966 pela Coimbra Editora. É considerada uma das mais importantes obras do gênero em língua portuguesa, situado entre os importantes vocabulários ortográficos da história da língua portuguesa moderna.